# Букевје (Свети Иван Зелина)
Букевје (хрв. Bukevje) је насељено место у граду Свети Иван Зелина, Загребачка жупанија, Хрватска.

## Историја
До територијалне реорганизације у Хрватској било је у саставу старе општине Свети Иван Зелина.

## Становништво
У попису становништва из 2011. године, Букевје је имало 84 становника.
| Број становника према пописима | Број становника према пописима | Број становника према пописима | Број становника према пописима | Број становника према пописима | Број становника према пописима | Број становника према пописима | Број становника према пописима | Број становника према пописима | Број становника према пописима | Број становника према пописима | Број становника према пописима | Број становника према пописима | Број становника према пописима | Број становника према пописима | Број становника према пописима |
| ------------------------------ | ------------------------------ | ------------------------------ | ------------------------------ | ------------------------------ | ------------------------------ | ------------------------------ | ------------------------------ | ------------------------------ | ------------------------------ | ------------------------------ | ------------------------------ | ------------------------------ | ------------------------------ | ------------------------------ | ------------------------------ |
| 1857                           | 1869                           | 1880                           | 1890                           | 1900                           | 1910                           | 1921                           | 1931                           | 1948                           | 1953                           | 1961                           | 1971                           | 1981                           | 1991                           | 2001                           | 2011                           |
| 37                             | 0                              | 0                              | 0                              | 83                             | 97                             | 89                             | 100                            | 86                             | 105                            | 93                             | 100                            | 90                             | 80                             | 70                             | 84                             |

Напомена: Од 1910. до 1948. исказивано под именом Букевје Зелинско. Од 1869. до 1890. подаци су садржани у насељу Крижевчец. Године 2001. умањено за део површине који је припојен насељу Лактец, за који садржи део података из 1857. до 1991.